# 馬達加斯加的企鵝
《馬達加斯加的企鵝》（英語：The Penguins of Madagascar），是夢工廠動畫在2009年推出的卡通，劇中角色來自2005年電影《馬達加斯加》。場景為中央公園動物園，其名稱為馬達加斯加。

## 情节
《馬達加斯加的企鵝》是馬達加斯加系列電影的副产品。故事的主要情节为4只企鹅---Skipper、Kowalski、Rico、Private的冒险故事，他们解决各种棘手的情况，保卫他们在中央公園動物園中的居所。

## 系列集数
| 季數 | 集数 | 集数 | 首播日期       | 首播日期       | 首播日期         |
| 季數 | 集数 | 集数 | 首映           | 季终           | 电视网           |
| ---- | ---- | ---- | -------------- | -------------- | ---------------- |
| 1    | 48   | 48   | 2008年11月29日 | 2010年2月15日  | 尼克国际儿童频道 |
| 2    | 68   | 68   | 2010年3月13日  | 2012年3月31日  | 尼克国际儿童频道 |
| 3    | 33   | 26   | 2012年4月16日  | 2012年11月10日 | 尼克国际儿童频道 |
| 3    | 33   | 7    | 2013年12月24日 | 2015年12月19日 | Nicktoons        |

## 人物介紹

### 主要人物
老大/施基伯(Skipper)
声优：美國：汤姆·麦格拉斯；台湾：陈国伟；香港：唐剑康
企鵝中的老大，很有领导能力，但害怕打针。他经常设计战术和发号施令，冷靜地進行計畫而不慌張,他疯狂的偏执倾向甚至连最普通的活动也当做一个军事行动,加上他在秘密行动时的经验,讓他在任何情况下,无论多么不可能的任务都要执行。
卡哇伊/柯瓦斯基(Kowalski)
声优：美國：杰夫·班奈特；台湾：吴东原；香港：陈旭明
他在企鹅特工组中充当集团策略师和发明家。他是企鵝中最聰明的一個，也是一位杰出的发明家,但跟其他企鵝一樣不識字(虽然他随身携带一个剪贴板用来记录他们的计划)。他也擅長在特殊情况下创造神奇的装置,但通常这些发明常會把整個团队置身於危险中。害怕看牙医（虽然企鹅没有牙齿）。
涼快/瑞克(Rico)
声优：美國：约翰·迪·玛吉欧；台湾：林士程；香港：杜本立
企鵝的活動倉庫，可從嘴巴吐出各種武器和用品。不太會說話，但有時會說出一些簡單詞語，例如：抱歉，但發音不標準。女朋友是一隻芭比娃娃。最喜歡炸彈跟爆破，但常常想要扔炸彈的時候都會被老大阻止，這時候會很沮喪。
菜鳥/普瑞維特(Private)
声优：美國：詹姆士·派翠克·史都尔；台湾：刘杰；香港：李建良
長得很可愛，喜歡月神馬。尽管比其他的企鹅年轻而且缺乏经验,但他最脚踏实地且待人親切。他能提供更简单、更合乎常規的解决方案應對老大和卡哇伊的复杂策略(尽管他也有個不寻常的兴趣比如喜歡独角兽)。它说话时带有英国口音(相对于美国口音的企鵝，如Skipper或Kowalski)。

### 其他人物
朱利安國王十三(King Julien XIII)（声优：丹尼·雅各布斯）
声优：美國：丹尼·雅各布斯；台湾：夏治世；香港：辛偉強
常被简称为朱利安国王，他是一只机智又自恋的环尾狐猴。老是稱自己是國王，很相信天上神靈。小毛很愛抱他的腳，这让他很反感。厌恶鱼腥味。他是一隻自恋的环尾狐猴，而且滑稽、自负、不尊重别人（即使对他的臣民也是）。喜歡小孩子但是不喜歡小毛，動物園的所有動物幾乎都對他反感，但其實本性不壞甚至善良。敏捷度很高，最喜歡跳舞。曾經喜歡過瑪琳。
小毛/莫特(Mort)
声优：美國：麦特·诺兰；台湾：林美秀；香港：张振声
朱利安國王的可愛隨從，但他很笨，而且說話不知所云，超愛國王腳（朱立安國王的腳）。是一个易怒的、愚蠢的、易出事故的侏儒狐猴。朱利安國王待他輕蔑，甚至覺得他煩人。幾乎沒有痛覺，不管被朱利安國王踢飛多少次或是執行企鵝的任務都沒事。有時候行動跟講話會讓人覺得很恐怖，曾經取代菜鳥成為動物園手冊封面主角。
大毛/莫里斯(Maurice)
声优：美國：凯文·麦可·理查森；台湾：李香生；香港：黄志明
朱利安國王的助手。大毛接受朱利安國王为它的主人,但他厌恶朱利安國王的性格，儘管如此還是選擇服侍朱利安國王，因為一人之下萬人之上的待遇就是可以享受榮華富貴卻又不用統治人民，何樂不為。
瑪琳(Marlene)
声优：美國：妮可·莎莉文；台湾：魏晶琦
吹氣孔博士是隻母水獺，它从蒙特利湾水族调到中央公园，夢想是成為搖滾明星。她有时會和老大一起执行任务,性格較中性。一旦她出了动物园就会變得過於野性,因为她无法应付缺乏边界的世界。即使討厭朱利安國王，有些事還是會找他一起合作。
阿松/佛瑞德(Fred)
是隻傻呼呼的淡定松鼠，總是答非所問，曾與瑪琳談過戀愛，沒有幽默感，不懂笑話，甚至沒有笑過。
洛哥/羅傑(Roger)
是隻住在下水道的鱷魚，性格膽小，但特別會唱歌，夢想是站上百老匯舞台。
菲爾(Phil)
咖啡色的黑猩猩，不會說話，只會比手語。喜歡髒亂的個性跟梅森互補。
梅森(Mason)
深咖啡色的黑猩猩，會翻譯菲爾說的話，有潔癖且優雅，帶有英國腔。
霸哥/伯特(Bert)
是一頭大象，最喜愛的東西是花生，記性好但是不記仇，很善良，愛救助弱小，但是有些戀舊。貌似是歐洲文藝復興的愛好者，喜歡畫油畫，喜歡法國的一切。
/喬伊(Joy)
是一隻袋鼠，性格剛烈，十分討厭別人闖進他的家。自以為是，愛與別人一比高低，讓所有人都承認他是最強大的。
愛大媽/愛麗絲(Alice)
中央公園動物園的管理員。对企鹅们的行动很警觉。性格暴躁，且對人跟動物都一樣不耐煩。有时她会用對講機和另一个工人对话,而不是面对面的和他谈话。
X警官/猛哥警官(Officer X)
專門管理捕捉流浪動物。在流浪動物們的想像中他很凶狠。大塊頭，很難纏。因為被企鵝們弄丟了工作所以對企鵝們有仇。也是唯一了解企鵝們幾乎所有秘密的人，總想著曝光企鵝所有秘密來復仇，無奈無人相信。
淘美眉/桃莉絲(Doris)
卡哇伊的单恋对象，一隻海豚。
吹氣孔博士(Dr. Blowhole)
淘美眉的弟弟，一隻海豚，本名小吸吸，本劇反派之一。
月球貓/麥克斯(Max)
是一隻生活在動物園附近的一座大樓頂層的流浪貓，在企鵝們漫遊“月球”時（其實是屋頂）遇到，所以叫其“月球貓”，本來月球貓想吃掉四隻企鵝，但最後被企鵝們的真誠感動。
漢哥/漢斯(Hans)
是一隻丹麥籍海雀，本劇第二反派之一。與老大在丹麥有一場惡戰，也因為他使得老大被丹麥通緝。最後，丹麥人發現了漢哥的陰謀，使他被驅逐出自己的祖國。
巴克·洛卡(Buck Rockgut)
老大的偶像，一隻企鵝，被稱為史上最偉大的特工企鵝，為了抓捕紅松鼠潛伏47年。主要特徵是鋸齒眉，掛麵頭，紅瞳孔，像極了跳岩企鵝。因為他為抓捕紅松鼠使得整個動物園的動物都被抓了起來，後被老大騙他說紅松鼠去了戈夫吉格斯坦。